# Huyện Meherpur
Meherpur là một huyện thuộc division Khulna, Bangladesh. Huyện này có diện tích 716 km², dân số năm 2002 là 579531 người, mật độ dân số là 809 người/km².